# Vorurteilsforschung
|  | Dieser Artikel wurde aufgrund von inhaltlichen Mängeln auf der Qualitätssicherungsseite des Portals Diskriminierung eingetragen. Dies geschieht, um die Qualität der Artikel aus dem Themengebiet Diskriminierung auf ein akzeptables Niveau zu bringen. Dabei werden Artikel gelöscht, die trotz erheblicher Defizite nicht signifikant verbessert werden können. Bitte hilf mit, das Lemma zu verbessern, und beteilige dich bitte an der Diskussion! |

Die wissenschaftliche Vorurteilsforschung befasst sich mit der kritischen Erforschung von Vorurteilen, inklusive der Möglichkeiten zu deren Abbau, die sich aufgrund gesellschaftlicher und kultureller Totalität nicht allein auf die private Interaktion und den öffentlichen Raum, sondern auch auf den wissenschaftlichen Diskurs auswirken könnten. Sie bedient sich dabei soziologischer, psychologischer, geschichts- und kulturwissenschaftlicher, sowie weiterer akademischer Methoden.
Die Vorurteilsforschung befasst sich grundsätzlich mit distinktiven Abwertungen gegenüber Angehörigen einer Fremdgruppe, die von der eigenen Gruppe unterschieden und als ungleichwertig angesehen werden (siehe Othering). Zentrale Forschungsfelder sind jedoch gesellschaftspolitisch relevante Themen, wie Geschlechterrollen, ethnische Zugehörigkeit, sexuelle Orientierung, Religion u. a. Verwandte Themengebiete, bzw. Teilgebiete der Vorurteilsforschung sind u. a. Rassismusforschung, Weißseinsforschung, Queer-Theorie, Gender Studies und Feminismus.
Theoretische Grundlagen der Vorurteilsforschung sind
- der konflikttheoretische Ansatz
- der lerntheoretische Ansatz
- der psychodynamische Ansatz
- die kognitiven Theorien[1].

Die Vorurteilsforschung beschränkt sich dabei nicht auf die Geisteswissenschaften. Zum Beispiel legt eine Auseinandersetzung mit Essentialismus und Konstruktivismus eine detaillierte Beschäftigung mit dem aktuellen naturwissenschaftlichen Forschungsstand nahe, um z. B. das Konzept der sozialen Identität als Selbst- und Fremdsicht sozialer Gruppen, aus dem naturwissenschaftlichen und dem kulturellen Blickwinkel erforschen zu können. Dabei geht es auch darum, eine möglicherweise ideologisch beeinflusste wissenschaftlich-experimentelle Methodik offen zu legen bzw. eine entsprechende Aufarbeitung und Interpretation wissenschaftlicher Daten kenntlich zu machen und einer Objektivierung durch allgemeingültige Kriterien zu unterziehen.
Ideologisch gefärbte Weltanschauungen beeinflussen oftmals Wahrnehmungen, Vorstellungen, Denken und Verhalten.

## Unterschiedliche Ansätze der Vorurteilsforschung

### Lerntheoretischer Ansatz (1934)
Im lerntheoretischen Ansatz wird angenommen, dass Personen durch ihre Sozialisation oder durch Beobachtung von Gruppenunterschieden Vorurteile erlernen. Die beiden wichtigsten Konzepte des lerntheoretischen Ansatzes bestehen im Etikettierungsansatz) sowie im sozialen Lernen).
Der hinter der leichten Verbreitung von Vorurteilen stehende Mechanismus ist der des eigentlich lebenswichtigen sozialen Lernens, bei dem Autoritäten und Gleichaltrige dem Individuum Kenntnisse, Einstellungen und Verhaltensweisen vermitteln, die mittels des klassischen Musters Imitation durch Identifikation schon ab der frühesten Kindheit erlernt werden und damit lange bevor das Individuum selbst zur kritischen Hinterfragung des ihm Vermittelten fähig ist. Später dann ist vieles von dem, was schon früh durch soziales Lernen vermittelt wurde, beim Individuum derart in den Gedanken- und Gefühlsabläufen automatisiert, dass es unbewusst abläuft und entsprechend schnell aktiviert werden kann.

### Psychodynamischer Ansatz (1939)
Der psychodynamische Ansatz betont, dass Vorurteile ihre Wurzeln in innerpsychischen Vorgängen haben. Hier wird unterschieden zwischen:
- der deterministisch-essentialistischen Frustrations-Aggressions-Hypothese (Dollard, Miller u. a. 1939[8]; Miller, Barker u. a. 1941[9]; Berkowitz 1969[10]), welche allgemeine, natürliche und damit von Kultur und Erziehung unabhängige Grundeigenschaften des Menschen annimmt,

sowie den beiden dekonstruktivistischen, gesellschaftskritischen Ansätzen, welche die veränderbare erzieherische und sozialkulturelle Prägung der Einzelpersönlichkeit in den Vordergrund rücken:
- dem Sündenbockprinzip (Coser 1964[11])

- und der Theorie der autoritären Persönlichkeit (Adorno u. a. 1950[12] sowie deren Weiterentwicklung zum Konzept des Right-Wing Authoritarianism bei Altemeyer 1981[13]).

### Kognitiver Ansatz (1958)
Der kognitive Ansatz (Broadbent 1958; Chomsky 1959; Neisser 1967) beruht auf der Erkenntnis, dass Lernen allgemein überlebenswichtig ist und daher dem Individuum von der natürlichen, endogenen Neuronalstruktur im Laufe der Evolution zunehmend vorgegeben wurde, was mit einer vermehrten Instinktreduktion zugunsten des Lernprozesses einherging. In den Kognitionswissenschaften gilt der Mensch als Wesen, das sich ein ihm nützliches Bild von der Welt konstruiert, mit dem es in seinem unmittelbaren Bezugsrahmen zurechtkommt und das die damit entstandenen Vorstellungen aktiv an Seinesgleichen weiterzugeben bemüht ist. Kognitionspsychologen nehmen an, dass die persönliche Informationsverarbeitung des Menschen beschränkt ist, weshalb dieser sich auf das verlassen muss, was sein soziales Umfeld ihm vorgibt. Daher werden u. a. auch Menschen in vorgegebene Kategorien einsortiert. Allerdings komme es aufgrund der Beschränktheit des persönlichen Bezugsrahmens, die im Laufe der Menschheitsgeschichte einem immer komplexer und damit unübersichtlicher werdenden Gesellschaftsgeflecht gegenübersteht, häufig zu fehlerhaften Kategorisierungen, die sich dann als Stereotype äußern.

### Konflikttheoretischer Ansatz (1979)
Der konflikttheoretische Ansatz erklärt die Entstehung von Vorurteilen und Stereotypen aus der Dynamik von Gruppenkonflikten. Zu den beiden wichtigsten Konzepten gehören die Theorie der sozialen Identität (Tajfel & Turner 1979) sowie deren Weiterentwicklung, die Selbstkategorisierungstheorie (Turner u. a. 1987).

### Bleibtreu-Ehrenbergs Synthese (1978, 1989)

#### Überblick
Die deutsche Soziologin Gisela Bleibtreu-Ehrenberg bietet in zwei ihrer Publikationen – Tabu Homosexualität (1978) sowie Angst und Vorurteil (1989) – eine grundsätzliche Analyse gesellschaftlicher Vorurteile sowie deren sozialer Dynamiken, indem sie die älteren Einzelansätze in einer interdisziplinären, schulenübergreifenden Synthese zusammenführt. Bleibtreu-Ehrenberg stützt sich dabei auf ihre ursprüngliche Forschung zu Vorurteilen der Leibfeindlichkeit, d. h. gegenüber vermeintlich oder tatsächlich abweichender Sexualität unter der Annahme traditionell rigide vorgegebener Geschlechtsrollen, bezieht ihre Erkenntnisse aber durchaus grundsätzlich auf die allgemeine Vorurteilsforschung.
Tabu Homosexualität befasst sich grundlegend und vor allem mit der geschichtsanthropologischen Betrachtung der historischen Ursprünge und der Entwicklung ethnozentrischer Vorurteile im Abendland über große Zeitabschnitte hinweg. Angst und Vorurteil dagegen legt trotz Ergänzung der vorangegangenen Handlungsgeschichte eher als sein Vorgänger den Fokus auf die abstraktere soziopsychologische Strukturanalyse der aus der Historie heraus entstandenen gesellschaftlichen Totalität westlicher Kultur sowie der damit verbundenen sozialen Dynamiken und Vorurteilsmechanismen. Bleibtreu-Ehrenberg verliert dabei auch nicht die notwendige Auseinandersetzung mit anthropologisch-naturwissenschaftlichen Grundeigenschaften des Menschen aus den Augen, die im Laufe der abendländischen Entwicklung in die Bildung von Vorurteilen und darauf beruhenden sozialen Konflikten derart integriert wurden, dass sie die Schaffung und Verbreitung von Vorurteilen unterstützten. Dabei entwickelt Bleibtreu-Ehrenberg bereits in Tabu Homosexualität anhand der Entwicklung der abendländischen Kultur und der in ihr angelegten Vorurteile die implizite These, dass grundsätzlich jegliche typisch westlichen Vorurteile tendenziell auf – oft verdrängten bzw. kulturell rationalisierten bis codierten – Vorurteilen der Leibfeindlichkeit (auch, obgleich nicht unbedingt zentral, in Form von verdrängtem Sexualneid) sowie z. T. auf rigiden, konservativ-westlichen Geschlechterrollen beruhen.
Zu Bleibtreu-Ehrenbergs wichtigsten Forschungsmethodiken und -instrumenten zählen dabei – neben den oben angeführten Herangehensweisen, darunter Identitäts-, Ideologie- und Kulturkritik der Kritischen Theorie der Frankfurter Schule und besonders deren Theorieansatz der autoritären Persönlichkeit (s. auch dessen Weiterentwicklung Right-Wing Authoritarianism) – der Etikettierungsansatz von George Herbert Mead und Howard S. Becker sowie die Frustrations-Aggressions-Hypothese von Dollard und Miller, aber auch das Dispositiv und die Diskursanalyse von Michel Foucault.

#### In-groupundout-group: Vorurteil, Feindbild und Gruppenzusammenhalt
Hierbei betont Bleibtreu-Ehrenberg, dass die Hauptfunktion von Vorurteilen darin bestehe, dem sozialen Gruppenzusammenhalt zu dienen; die herrschende in-group grenze sich mittels der eigenen sozialen Deutungshoheit von einer so definierten out-group ab (wobei die von der in-group vorgenommene Abgrenzung auf teils fiktiven, teils tatsächlichen, stets aber negativ bewerteten Merkmalen der dieserart von außen definierten out-group beruhe), um erst in dieser Ab- und Ausgrenzung und der damit einhergehenden Abwertung von Out-group-Minderheiten im Sinne identitätsstiftender Feindbilder ihre eigene Identität und einen daraus resultierenden Gruppenzusammenhalt zu finden.
Das grundlegende konstituierende Element der In-group-Identität besteht also darin, nichts mit der out-group gemein oder zu tun zu haben, die mit ihren zu Merkmalen gemachten vermeintlichen oder tatsächlichen Eigenschaften als beunruhigend, beängstigend, abscheulich, bis hin zu im Grunde als zu bekämpfend definiert wird. Bei diesen Merkmalen kann es sich sowohl um physische, emotionale, geistige wie auch um Verhaltenseigenschaften oder eine Kombination aus ihnen handeln. Besonders bei out-groups, die nicht vorrangig durch körperliche Merkmale definiert werden, wurde in der abendländischen Geschichte oft auf eine sichtbare körperliche Stigmatisierung (von lat. stigma, „Wundmal“) bzw. Brandmarkung zur Kennzeichnung und oft auch Entmenschlichung von Out-group-Mitgliedern zurückgegriffen (u. a. Verstümmelung, Teeren und Federn, bestimmte Kleidung etc.), wobei aufgrund der häufigen Kriminalisierung von out-groups der Übergang zur Bestrafung eines vermeintlichen oder tatsächlichen Verbrechers fließend war.
Die Kennzeichnung durch sichtbare Stigmata dient dabei der Angleichung der out-group an jene Wesen, denen das out-groups gegenüber gezeigte meidende bis aggressive Verhalten im Laufe der Menschwerdung ursprünglich galt: (Raub-)Tieren (Entmenschlichung) und verstümmelten Artgenossen. In dem Maße, wie diese Kennzeichnung zur gesellschaftlichen Norm wird, werden durch unkritische Gleichsetzung von gesellschaftlichen Normen mit Naturgesetzen auch äußere Merkmale als vermeintlich natürliche Eigenschaften von out-groups wahrgenommen. Deren als negativ angesehene Eigenschaften gelten oft als schon durch einfachen Umgang ansteckend, wodurch bereits der Schritt zur Wahrnehmung als Krankheit und damit zur Pathologisierung getan ist (s. auch die Abschnitte Wortherkunft und Historisches unter der von Bleibtreu-Ehrenberg thematisierten historischen Krankheitsbezeichnung Sucht, die ursprünglich die vermeintlichen Zusammenhänge zwischen Krankheit einerseits und vermeintlichen oder tatsächlichen sozialen Auffälligkeiten andererseits betonte). Das Ergebnis ist ein gesellschaftlicher Hang, Out-group-Minderheiten, deren Merkmale nicht vorrangig sichtbar, als auf der Stirn geschrieben definiert sind, eine solche Kennzeichnung von vornherein „an den Hals zu wünschen“, was wiederum Grundlage des geflügelten Wortes Ich konnte es ihm doch nicht ansehen! ist, sobald die Zugehörigkeit eines Menschen zu einer gemiedenen bis verachteten out-group bekannt wird.

#### EtikettierungsansatzundSelbststabilisierung des Vorurteils
Da dieser Vorgang aber ebenso die erlernte soziale Identität der out-group bestimmt, die von außen durch die Deutungshoheit der herrschenden in-group definiert und – oftmals stigmatisierend – pathologisiert, häufig sogar kriminalisiert wird, findet sich in der von außen erlernten sozialen Identität – auch im Falle des negativ-propagandistischen Zerrbildes – einer der Gründe für das vorangestellte Motto des Buches Angst und Vorurteil, wonach Minderheitenschutz gleichbedeutend mit Mehrheitenschutz ist.
Bleibtreu-Ehrenberg warnt hier scharf vor der Gefahr einer möglichen Self-Fulfilling Prophecy, wonach Mitglieder negativ bewerteter Out-group-Minderheiten bewusst und unbewusst – auch durch Unkenntnis anderer Deutungs- und Identifizierungsmöglichkeiten bezüglich ihrer tatsächlichen und fiktiven Gruppeneigenschaften – dazu getrieben werden können, das negative Urteil der herrschenden in-group über sich zu übernehmen. Sie entwickeln dann tatsächlich dasjenige selbst- und mitunter fremdschädigende Verhalten, das ihnen nachgesagt wird. Denn, so Bleibtreu-Ehrenberg, auch die eigene Identität lernt das Individuum zumeist mittels sozialem Lernen: Jede Identität, und sei sie noch so negativ, wird eher akzeptiert als der völlige Verlust einer eigenen Identität. Bleibtreu-Ehrenberg spricht hier auch von einer permanenten Selbststabilisierung des Vorurteils, da jedes kleine scheinbare oder tatsächliche Anzeichen der Anpassung an die gegebene, einmal etablierte Out-group-Identität von Mitgliedern der herrschenden in-group sofort für einen das Vorurteil bestätigenden Beweis genommen wird. Diese vorgeblichen Beweise wirken in dem Sinne numinos und damit einem archaisch-magischen, zugleich spezifisch abendländisch-autoritärem Denken verhaftet, als der angemeldete Zweifel mit der sofortigen Ausstoßung aus der in-group geahndet wird; der Skeptiker wird als der Feind wahrgenommen, den es vermeintlich zu bekämpfen gilt. Das Vorurteil ist dabei in dem Maße nomisch (d. h. als Norm vorgeschrieben), als es in Form eines von der Gesellschaft dem Individuum vorgeschriebenen sozialen Konsenses die Sicht der in-group auf die soziale Wirklichkeit bestimmt; den Mitgliedern der in-group erscheinen die fiktiven Eigenschaften, die Out-group-Mitgliedern zugeschrieben werden, ebenso real wie ihre tatsächlichen. Wer diesem diskursiv-normativ vorgeschriebenen Konsens nicht folgt, der oft als nicht hinterfragbarer Minimalkonsens einer zivilisierten Gesellschaft dargestellt wird, wird als Teil des Feindbildes wahrgenommen.

#### Tabuisierung und Projektion
Aufgrund des extrem negativ belasteten verbalen und Handlungsumgangs mit Mitgliedern der out-group, aber auch angesichts ihrer tatsächlichen oder vermeintlichen Eigenschaften entsteht eine oftmals starke soziale Tabuisierung entsprechender Themenkomplexe. Dieses diskursive angst- und hassbesetzte Meideverhalten internalisiert das einzelne In-group-Mitglied aufgrund des hohen Gruppendrucks als psychische Verdrängung der dieserart als negativ konnotierten Merkmale bei der eigenen Person, um eine Angleichung an die von ihm geforderte In-group-Identität zu ermöglichen. Diese Verdrängung wiederum ermöglicht auf der individuellen Ebene die Projektion der bei sich selbst verdrängten Eigenschaften auf die Mitglieder der hierfür bereitgestellten out-group, so dass die masochistische Verdrängung in aggressiven Hass umschlagen und dementsprechend in sadistischer Interaktion ausagiert werden kann. Dabei empfindet der Diskriminierende aufgrund seiner Verdrängung sowie einer, von Bleibtreu-Ehrenberg explizit als pathologisch im Sinne einer Zwangsstörung aufgefassten, spezifisch verzerrten Wahrnehmung das eigene Handeln stets als aufgrund der empfundenen Bedrohung angemessene und verhältnismäßige, quasi vernunftgemäße Reaktion und sich selbst als ordnungshütende bzw. korrigierend-heilende Instanz. Das Vorurteil stellt sich dabei als rekurrierende, manifeste Zwangsvorstellung dar, aus der Diskriminierung als Zwangshandlung folgen kann. Es sei jedoch, so Bleibtreu-Ehrenberg, zwischen einer sog. Blitzableiter- wie einer Sündenbockfunktion zu unterscheiden, die die out-group in der Wahrnehmung des Diskriminierenden einnimmt, wobei die entscheidende Frage lautet, ob die entsprechenden Vorurteile durch sachgemäße Aufklärung abgebaut werden können oder nicht – und dann ist der Fall pathologisch.
Dabei muss es sich bei den im Einzelfall projizierten Eigenschaften nicht einmal um die propagierten Hauptmerkmale der out-group handeln, da die starke Tabuisierung eine diffuse, grundsätzlich anrüchige Vagheit des gemiedenen bis verhassten Themenkomplexes nach sich zieht, so dass sich schnell ein breitgefächerter Assoziationskatalog an vermeintlich wie objektiv sozialschädlichen Eigenschaften und Impulsen herausbildet, der ausreichend auf die individuelle Situation des einzelnen In-group-Mitglieds zugeschnitten ist. Beispielsweise muss nicht jeder homophob agierende Abendländer zwangsläufig selbst ein sexuelles Verlangen nach Personen des eigenen Geschlechts empfinden; es reicht schon aus, wenn er internalisierten konservativ-dichotomen Geschlechterrollen, etwa von Stärke und Schwäche oder einem spezifischen Gestus und Habitus, nicht entsprechen zu können meint, und, typisch ethnozentrisch, westlicher Kulturtradition entsprechend die erlernten Geschlechtsrollen auf irrationale Weise mit spezifischer Sexualität vermischt. Neben der erwähnten autoritären Persönlichkeit aus der Kritischen Theorie verweist Bleibtreu-Ehrenberg hierbei auf die Frustrations-Aggressions-Hypothese, wonach Aggression aus der Frustration eigener (Grund-)Bedürfnisse folgt, zu denen neben verdrängten Körper-, psychischen Impuls- und/oder Verhaltenseigenschaften allerdings auch ein bewusstes Sicherheitsbedürfnis und die vermeintliche oder tatsächliche Bedrohung desselben zählen: Angst macht böse.

#### Eskalationsstufen undfalsche Gesetze
Im Zusammenhang der von der in-group negativ geprägten Konstruktion einer vorgegebenen Out-group-Identität (welche der out-group sozialschädliche bis kriminelle Eigenschaften zuweist), die dem einzelnen Out-group-Mitglied mittels sozialem Lernen und Gruppendruck als einzig mögliches Selbstbild vermittelt werden kann, aber genauso bei vermeintlichen Abwehrmaßnahmen (deren Bandbreite sich steigern kann von einfachem passivem Meideverhalten über aktive Diskriminierung, strukturelle (= staatliche, juristische) Gewalt bis hin zu offener physischer Gewalt, s. auch die ursprüngliche Allport-Skala von 1954) der herrschenden, sich bedroht fühlenden in-group gegenüber der schwächeren out-group, gewinnt auch ein weiterer, wiederholt zitierter Lehrsatz Bleibtreu-Ehrenbergs Bedeutung: Falsche Gesetze zeitigen echte Verbrechen. Diesen Lehrsatz bezieht Bleibtreu-Ehrenberg gerade auch auf das ihrer Ansicht nach die verschiedensten, allerdings bis heute vor allem vermeintlichen oder tatsächlichen sexuellen Minderheiten diskriminierende, in industrialisierten westlichen Ländern geltende Sexualstrafrecht und seine durch die Verbreitung von HIV beeinflusste Umsetzung seit den achtziger Jahren des zwanzigsten Jahrhunderts.

#### Lösungsansätze
Den früher in der Sozialforschung vertretenen Ansatz, Vorurteilen durch einfache Nähe und Ermöglichung persönlichen Austausches zwischen einzelnen Gruppenmitgliedern der einen mit der anderen Seite entgegenzutreten, verwirft Bleibtreu-Ehrenberg mit Verweis u. a. auf die exemplarische soziale Stellung von Juden in Österreich-Ungarn vor dem Ersten Weltkrieg; aufgrund der tendenziellen Selbststabilisierung des Vorurteils ermöglichte allein die größere Nähe zu den Objekten eigener Vorurteile dort gerade keinen Abbau der Vorurteile. Stattdessen war bis zum Krieg der Antisemitismus in der Donaumonarchie weit verbreiteter und weitaus radikaler als in Deutschland, das einen prozentual weitaus geringeren Anteil an Juden in der eigenen Bevölkerung besaß.
Als Lösungsansätze für das Problem von Vorurteilen sieht Bleibtreu-Ehrenberg folgende:
- Abbau von Vorurteilen durch sachgemäße, nüchterne Aufklärung, auch mittels Entemotionalisierung und Entskandalisierung,
- Abbau von Vorurteilen durch Aufbau und Vermittlung einer positiv(er)en, sozial integrierenden Identität für die out-group, deren Mitglieder dadurch eher zu verantwortlichem Handeln gegenüber sich und anderen ermutigt werden
- sowie Abbau von Vorurteilen durch Vermittlung gemeinsamer, verbindender Ziele zwischen „out-group“ und „in-group“.

## Institute zur Vorurteilsforschung
- Sir Peter Ustinov Institut zur Erforschung und Bekämpfung von Vorurteilen
- European Union Agency for Fundamental Rights
- Institut für Konfliktforschung
- Zentrum für Antisemitismusforschung, (web)
- Institut für interdisziplinäre Konflikt- und Gewaltforschung
- SO.CON (Social Concepts -Institut für Forschung und Entwicklung in der Sozialen Arbeit)